# Joseph Borg

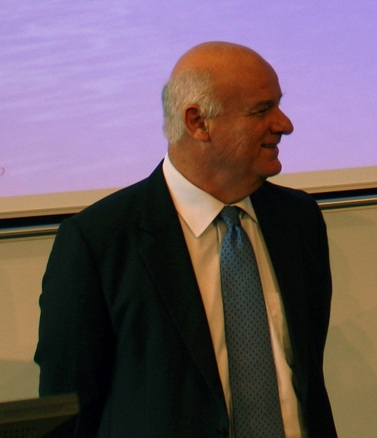
Borg in 2010

Joseph ("Joe") Borg (Valletta, 19 maart 1952) is een Maltees politicus en diplomaat. Hij was tot 31 oktober 2004 Europees commissaris zonder portefeuille, daarna is hij commissaris voor Zeevaart en Visserij geworden.
In Malta is hij lid van de Nationalistische Partij, die op dit moment regeert.

## Carrière
- 1989 - 1995 adviseur voor de minister van Buitenlandse Zaken
- 1992 - 1995 lid van de Raad van Bestuur van Malta's Centrale Bank
- 1995 - 1999 parlementslid
- 1999 - 2004 minister van Buitenlandse Zaken voor Malta
- 1 mei - 31 oktober 2004 - Europees commissaris zonder portefeuille
- 1 november 2004 - 31 oktober 2009 - Europees commissaris voor Zeevaart en Visserij

Joaquín Almunia · Catherine Ashton · José Manuel Barroso · Jacques Barrot · Joe Borg · Karel De Gucht · Stavros Dimas · Benita Ferrero-Waldner · Ján Figeľ · Franco Frattini · Mariann Fischer Boel · Dalia Grybauskaitė · Danuta Hübner · Siim Kallas · Meglena Koeneva · László Kovács · Neelie Kroes · Markos Kyprianou · Peter Mandelson · Charlie McCreevy · Louis Michel · Leonard Orban · Andris Piebalgs · Janez Potočnik · Viviane Reding · Olli Rehn · Paweł Samecki · 
Algirdas Šemeta · Vladimír Špidla · Antonio Tajani · Androulla Vassiliou · Günter Verheugen · Margot Wallström